# 壊したい
『壊したい』（こわしたい）は、日本のR&BグループSKOOP（現Skoop On Somebody）が1998年8月21日（リサイズ盤:2005年3月24日）にリリースした通算4枚目のシングル。

## 概要
グループ初となる8cmシングル（2005年に12cmシングルとして再リリース）。
デビュー以来初めて作詞家に作詞を依頼した楽曲。
当初は「壊したい」ではなく「月に願いを」がA面となる予定であった。
プロボクサーの加山利治が入場曲に使用している。

## 収録曲
作詞・作曲・編曲：SKOOP（特記以外）
1. 壊したい
  - 作詞：牧穂エミ
2. Bye Bye 〜その日が来るまで〜(Acoustic Version)
3. 壊したい (Backing Track)